# Relais 4 × 400 mètres féminin aux championnats du monde d'athlétisme en salle 2022
Pour un article plus général, voir Championnats du monde d'athlétisme en salle 2022.
Navigation
2018 2023
L'épreuve du relais 4 × 400 mètres féminin des championnats du monde en salle de 2022 se déroule le 20 mars 2022 dans la Štark Arena de Belgrade, en Serbie.

## Résultats

### Séries
Les 2 premiers de chaque série (Q) et les 2 meilleurs temps (q) se qualifient pour la finale. 
| Rang | Série | Couloir | Pays            | Athlètes                                                                           | Temps   | Notes |
| ---- | ----- | ------- | --------------- | ---------------------------------------------------------------------------------- | ------- | ----- |
| 1    | 1     | 6       | États-Unis      | Jessica Beard, Brittany Aveni, Natashia Jackson, Lynna Irby                        | 3:28.82 | Q, SB |
| 2    | 1     | 5       | Pays-Bas        | Lieke Klaver, Eveline Saalberg, Andrea Bouma, Lisanne de Witte                     | 3:29.36 | Q, SB |
| 3    | 2     | 6       | Pologne         | Iga Baumgart-Witan, Aleksandra Gaworska, Natalia Kaczmarek, Justyna Święty-Ersetic | 3:30.51 | Q, SB |
| 4    | 1     | 3       | Belgique        | Hanne Claes, Naomi Van Den Broeck, Imke Vervaet, Camille Laus                      | 3:30.58 | q, NR |
| 5    | 1     | 4       | Grande-Bretagne | Hannah Williams, Ama Pipi, Yemi Mary John, Jessie Knight                           | 3:30.69 | q, SB |
| 6    | 2     | 5       | Jamaïque        | Roneisha McGregor, Janieve Russell, Tiffany James, Junelle Bromfield               | 3:30.91 | Q, SB |
| 7    | 2     | 3       | Irlande         | Sophie Becker, Roisin Harrison, Sharlene Mawdsley, Phil Healy                      | 3:30.97 | NR    |
| 8    | 2     | 4       | Canada          | Lauren Gale, Kyra Constantine, Natassha McDonald, Sage Watson                      | 3:31.45 | NR    |
| 9    | 1     | 2       | Espagne         | Sara Gallego, Geena Stephens, Carmen Avilés, Laura Bueno                           | 3:34.92 | SB    |
| 10   | 2     | 2       | Slovénie        | Agata Zupin, Jerneja Smonkar, Veronika Sadek, Anita Horvat                         | 3:37.08 | NR    |

### Finale
| Rang               | Couloir | Pays            | Athlètes                                                                       | Temps   | Notes |
| ------------------ | ------- | --------------- | ------------------------------------------------------------------------------ | ------- | ----- |
| Médaille d'or      | 3       | Jamaïque        | Junelle Bromfield, Janieve Russell, Roneisha McGregor, Stephenie Ann McPherson | 3:28.40 | SB    |
| Médaille d'argent  | 4       | Pays-Bas        | Lieke Klaver, Eveline Saalberg, Lisanne de Witte, Femke Bol                    | 3:28.57 | SB    |
| Médaille de bronze | 5       | Pologne         | Natalia Kaczmarek, Iga Baumgart-Witan, Kinga Gacka, Justyna Święty-Ersetic     | 3:28.59 | SB    |
| 4                  | 6       | États-Unis      | Na'Asha Robinson, Jessica Beard, Brittany Aveni, Lynna Irby                    | 3:28.63 | SB    |
| 5                  | 1       | Grande-Bretagne | Hannah Williams, Ama Pipi, Yemi Mary John, Jessie Knight                       | 3:29.82 | SB    |
| 6                  | 2       | Belgique        | Hanne Claes, Naomi Van Den Broeck, Imke Vervaet, Camille Laus                  | 3:33.61 |       |

## Légende
Records et Performances
- AR : Record continental (area record)
- CR : Record des championnats (championship record)
- MR : Record du meeting (meet record)
- NR : Record national (national record)
- OR : Record olympique (olympic record)
- PR : Record paralympique (paralympic record)
- PB : Record personnel (personal best)
- SB : Meilleure performance personnelle de la saison (season's best)
- WL : Meilleure performance mondiale de l'année (world leader)
- WJR : Record du monde junior (world junior record)
- WR : Record du monde (world record)

Circonstances et Conditions
- DNF : N'a pas terminé (did not finish)
- DNS : N'a pas pris le départ (did not start)
- DQ : Disqualification (disqualification)
- NM : Aucun essai valable enregistré (No Mark)
- Q : Qualifié « directement » au prochain tour (ou à la prochaine compétition), lors d'une compétition majeure, grâce au classement ou à la réalisation des minima (automatic qualifier)
- q : Qualifié au prochain tour (ou à la prochaine compétition), lors d'une compétition majeure, grâce au repêchage ou à la réalisation de l'une des meilleures performances parmi celles des « non qualifiés directement » (grâce au meilleur temps ou à la meilleure distance par exemple) (secondary qualifier)